# Оливје Бумал
Оливје Бумал (17. септембар 1989) камерунски је фудбалер.

## Каријера
Током каријере играо је за Паниониос, Панатинаикос и многе друге клубове.

## Репрезентација
За репрезентацију Камеруна дебитовао је 2017. године. За национални тим одиграо је 2 утакмице.

## Статистика
| Камерун | Камерун | Камерун |
| Год.    | Ута.    | Гол.    |
| ------- | ------- | ------- |
| 2017    | 2       | 0       |
| Укупно  | 2       | 0       |